# 气球

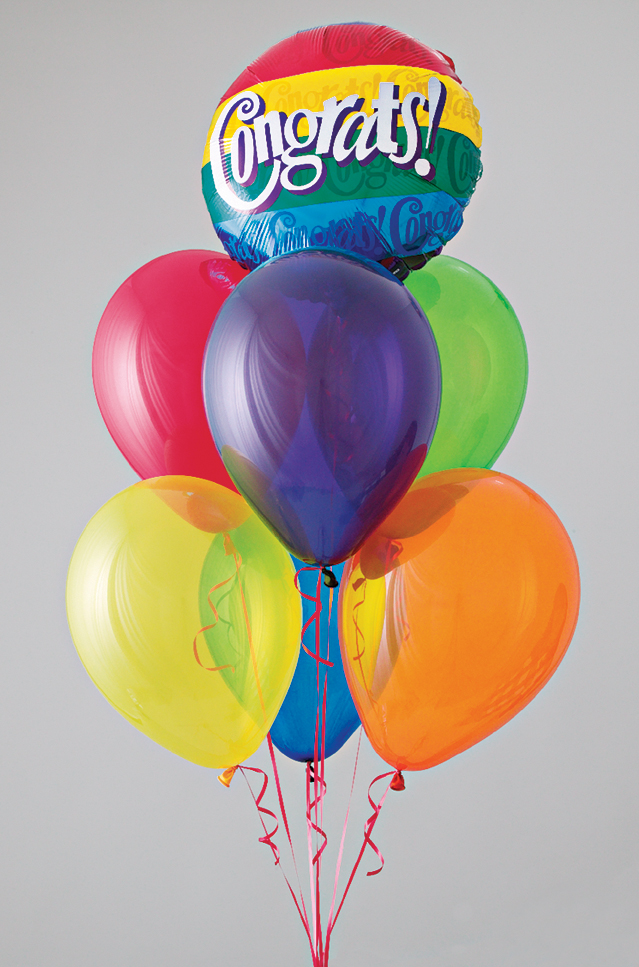
填充氦的氣球密度比空氣輕，可以漂浮上升在半空

氣球（英語：Balloon）是一种薄膜製成的囊狀物，由天然橡膠、乳膠、氯丁橡膠或尼龍織物等材料製成，可以有多種顏色。作為载具的氣球称為热气球，一些小型气球常作為装饰或娛樂的玩具。橡膠氣球是麥可·法拉第於1824年在各種氣體實驗中發明，并使用於實驗室。
氣球可以使用氦、氫、一氧化二氮、氧和空氣等氣體填充，對於特殊任務可以填充煙霧、液態水、粒狀介質或光源。氣球具有低密度和低成本的特性，廣泛的應用包括氣象、醫療、科研、軍事防禦或運輸等實用目的，一些早期的氣球是由乾燥的動物膀胱製成，例如豬膀胱。
中文狹義的「氣球」通常指玩具氣球，每當節日的來臨，很多地方的街道上都可以看到不同顏色的各種氣球。在一些開幕的儀式中人們以會引爆氣球來象徵著那重要的時刻，也能凝聚氣氛。“氣球”在日語和韓語中被稱為「風船」，而在這兩種語言以及越南語中的「氣球」特指熱氣球。

## 歷史
史前時代以來，已經有人類利用空氣填充動物膀胱作成的氣囊，古希臘文獻有許多這類的記錄。阿茲特克人將貓的腸子充氣膨脹，作為祭祀神靈的祭品。
18世紀，人們開始用熱空氣給帆布氣球充氣，然後將其送至高空，孟格菲兄弟甚至在1783年對一批動物進行實驗，證明上升到空中不會導致死亡。第一個充氫的氣球在1790年代首次飛行，並在一個世紀以後，在法國首次上升充氫的氣象氣球。
有記錄的第一個現代橡膠氣球由麥可·法拉第於1824年製造，他利用這些氣球進行氣體試驗。1825年，托馬斯·漢考克出售類似的氣球，與法拉第使用的氣球一樣，必須分解成兩圈軟橡膠，使用者需要將一個圓圈放在另一個上面，並摩擦它們的邊緣，直到柔軟的粘性橡膠卡住，使粉狀內部的部分鬆散以進行充氣。直到20世紀初，現代預組裝的氣球才開始在美國銷售。

## 應用

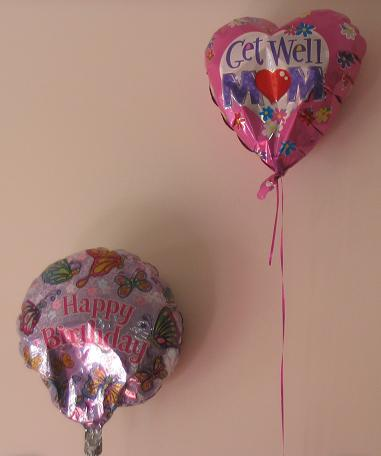
兩個充了氦氣的鋁箔氣球玩具

氣球的種類包括使用在醫療用途的微型氣球、一般常見的小型氣球、10－1,000公升容量的中型氣球、特殊用途的大型氣球（容量可達到12,000,000公升）。

### 裝飾及娛樂

#### 氣球裝飾

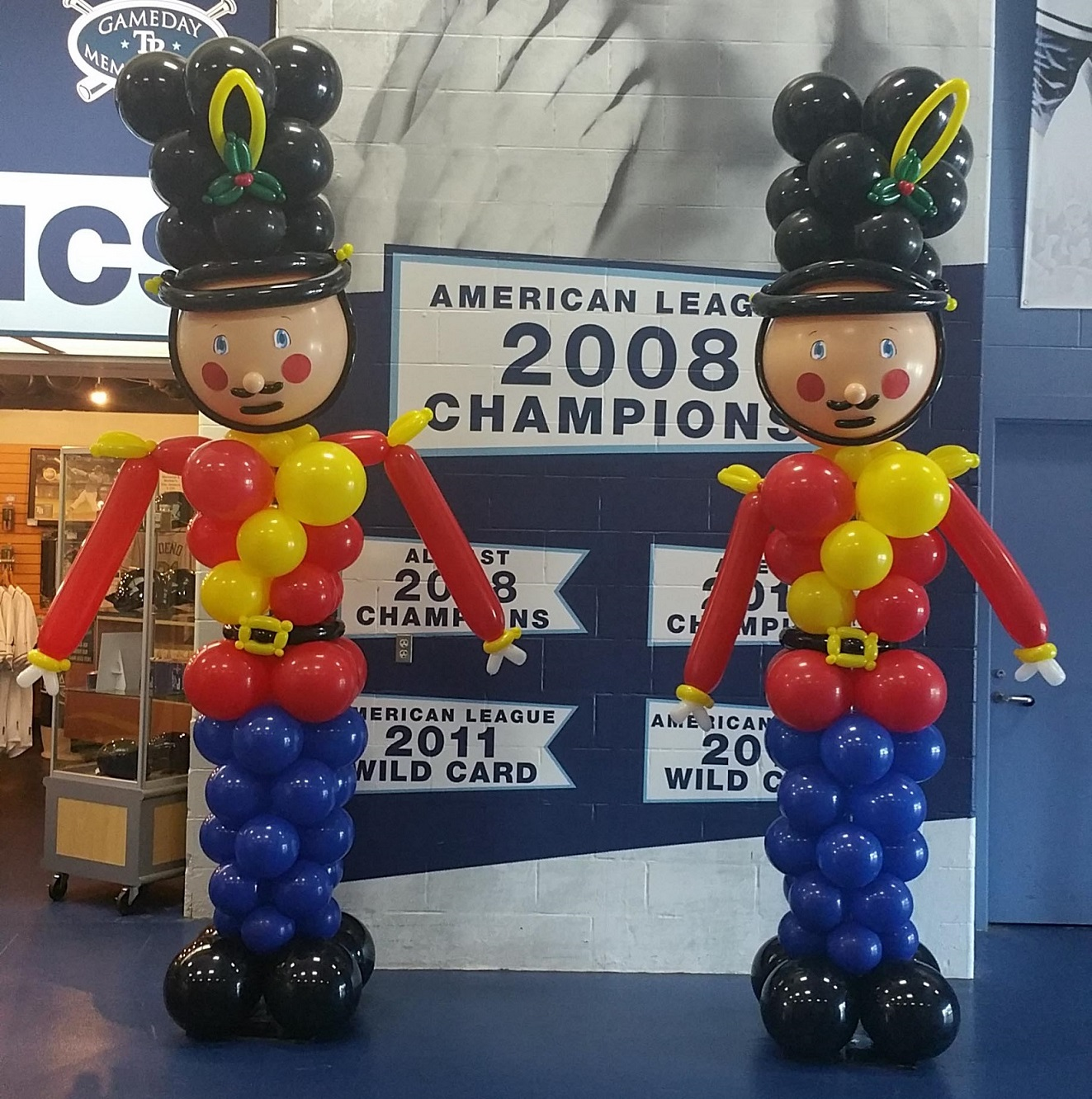
由氣球製成的裝飾品，結合堆疊和扭曲的技術

氣球是經常用於裝飾生日派對、婚禮、公司活動、學校活動和其他節日聚會的道具，專業用圓形氣球布置的藝術家被稱為“堆疊者”（stackers），用長條氣球布置的藝術家被稱為“扭曲者”（twisters）。
氣球裝飾最常與氦氣球互相關聯，但是由於氦氣是不可再生的自然資源，因此供應有限，氣球裝飾者已經開始轉向創造空氣氣球裝飾。常見搭建的氣球裝飾類型，包括拱門、柱子、中心裝飾品、氣球吊墜、雕塑和氣球花束，隨著生產的氣球增加更多扭曲和堆疊的性能，結合扭曲和堆疊的氣球裝飾，可以創造更多獨特且有趣的氣球裝飾選項。

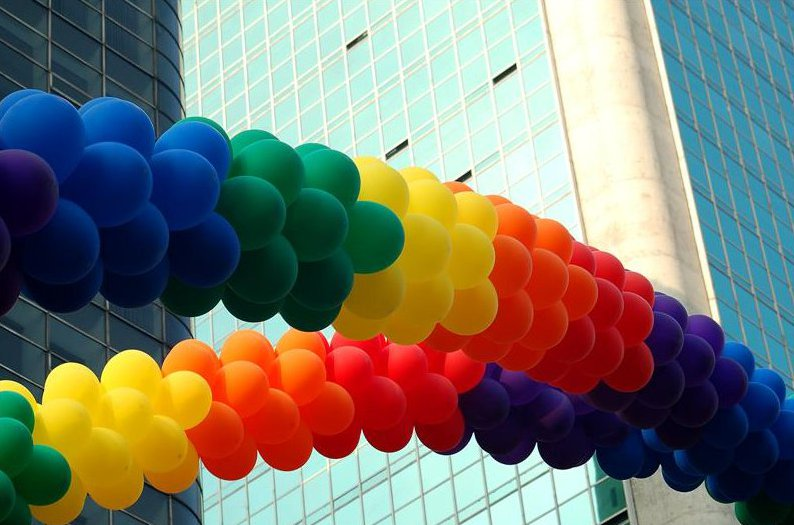
巴西聖保羅驕傲遊行中用圓形氣球堆疊製成的彩虹拱門

派對氣球主要由橡膠樹提取的天然乳膠製成，可以填充空氣、氦、水或其他任何合適的液體或氣體，橡膠的彈力特性，讓氣球的體積容量可以輕易調整。其中一種常見的“派對氣球”，是指可以扭曲的長條氣球或鉛筆氣球，與圓形氣球一起作為派對和娛樂活動的裝飾用途。

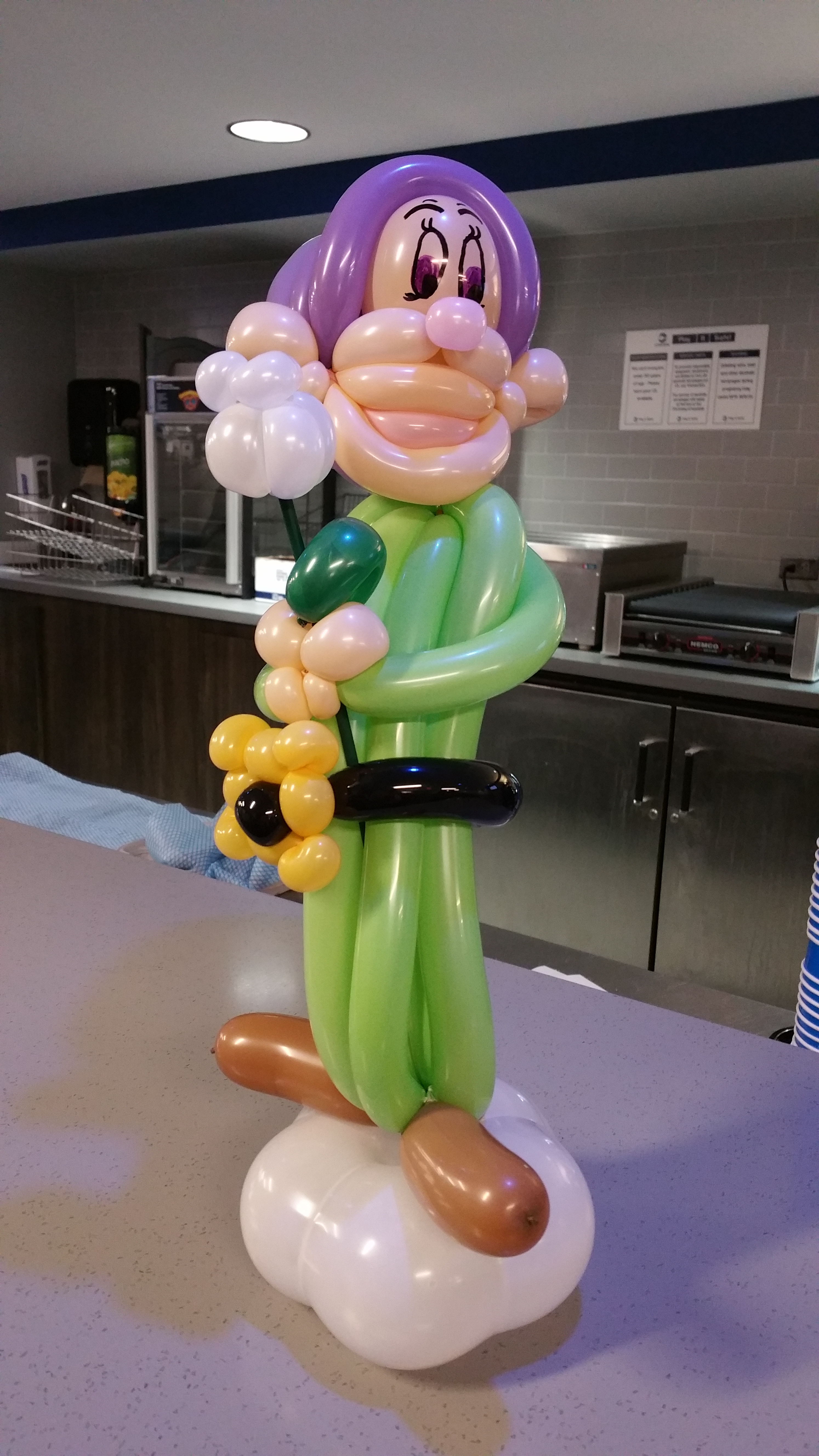
長條氣球可以扭曲用於為活動，創造更獨特的裝飾

使用者可以通過嘴巴、手動或電動充氣機（例如手泵）和壓縮氣體填充氣球。當橡膠或塑料氣球充滿氦氣並漂浮在半空中時，通常會保持浮力一天左右，有時甚至達到更長時間，因為封閉在氣球內的氦，可以通過膠乳中比氦原子更大的孔洞逸出；而空氣氣球可以在更長時間內保持形狀，有時可以長達一周。
即使是完美的橡膠氣球，最終也會向外洩氣，當物質或溶質從高濃度區域通過屏障或膜，遷移到低濃度區域的過程，稱之為擴散。氣球內部可以使用特殊的凝膠（例如，“Hi Float”品牌出售的專利聚合物溶液）進行處理，凝膠覆蓋在氣球內部可以減少氦氣洩漏，從而將漂浮時間增加到一周或更長時間。
1970年代後期開始，一些更昂貴和耐用的箔氣球開始生產，它們由較薄、不可拉伸及低滲透性的金屬薄膜製成，例如聚酯薄膜（BoPET）。這些氣球具有閃亮的反光表面，印有吸引目光的彩色圖案，使用於派對禮物和聚會。其金屬化尼龍的特性是重量輕、浮力增加，並且能夠在數週內防止氦氣逸出，但是意外纏繞在輸電系統的電線時，會干擾電力而受到批評。

#### 造型及藝術創作
氣球藝術家可以將充氣的長條氣球扭曲，做成動物等不同造型的雕塑（參見氣球模型）。這種氣球由超彈性的橡膠製成，可以扭曲和拉緊而不會破裂，由於給氣球充氣所需的壓力與氣球的直徑成反比，這些長條氣球通常較難吹氣，需要使用泵來給這些氣球充氣。
裝飾者也可以使用氦氣球來製作雕塑，通常圓形氣球的形狀特質會將其限制在簡單的拱門或牆壁造型。
使用氣球作為慶祝活動的餐桌裝飾也極其常見，花藝設計師通常為每個氣球束上幾朵花，或是填充彩色球，綁上絲帶和包裝紙，製成精美的氣球禮品。

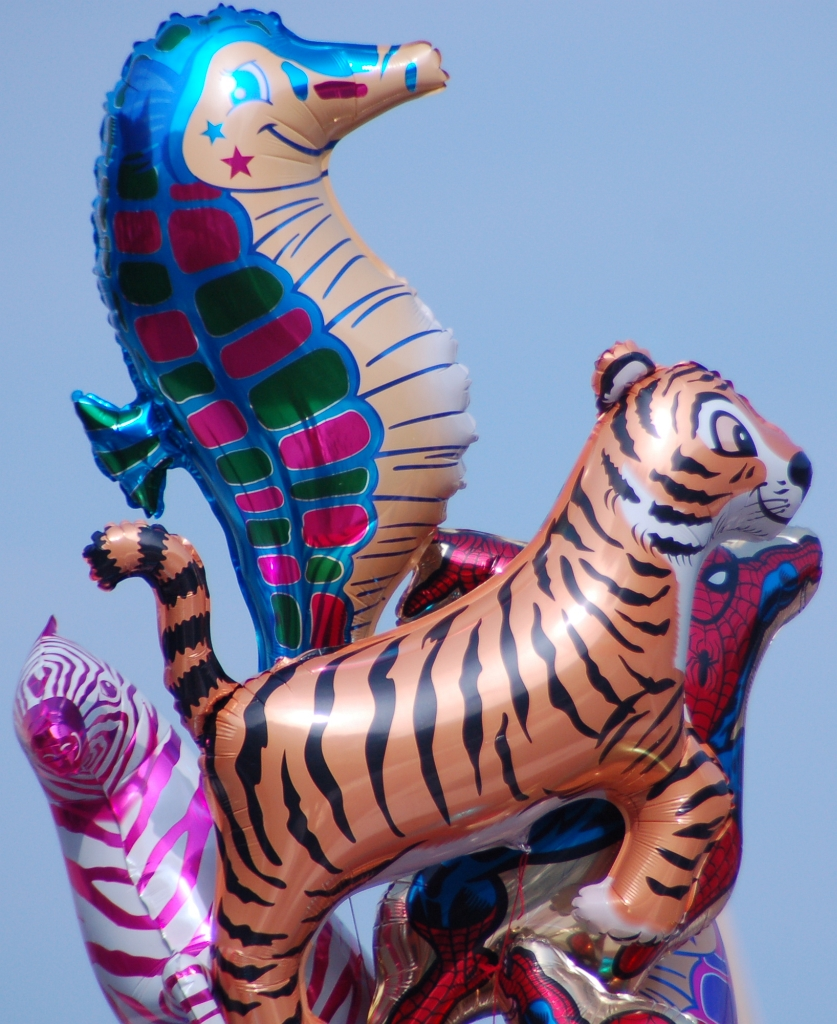
動物形狀的铝膜氣球

#### 儿童氣球
供儿童玩赏的气球裡面，可以裝填密度比空氣小的氫氣或氦氣，藉由氣囊內氣體比重相對比一般大氣氣體質量為輕，而地球擁有引力使其產生浮力升起。但也有许多气球仅被充入空气将其膨胀而已。
常見的气球材质有橡胶、铝膜、乳胶、塑料、牛津布、PVC、铝箔、PA及PE等。圓形氣球常見的尺寸，有5吋、10吋、12吋、18吋、36吋；長條氣球常見的尺寸有160、260、321、360、660等，其中的百位數是指氣球充氣後的寬度、十位及個位則表示長度，例如：260表示寬度2吋、長度60吋。

#### 掉落和釋放氣球

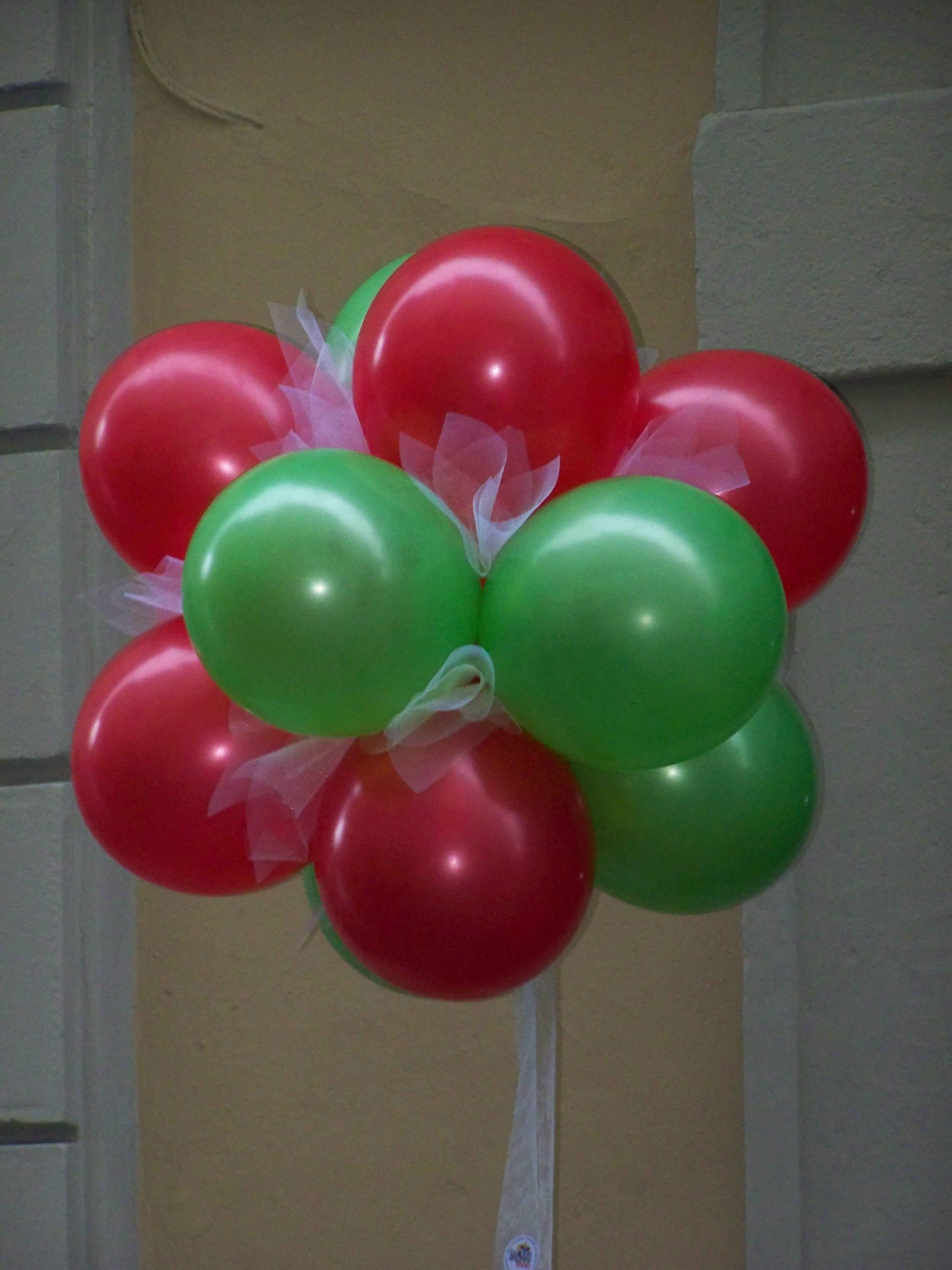
派對活動使用的氣球

掉落氣球是一種歡慶的活動儀式，通常在跨年、節日、派對、畢業和婚禮等慶祝活動進行。其方法將大量的充氣氣球，裝在一個塑料袋或網內懸掛在高處，一旦釋放時，氣球就會落到下面的目標區域。

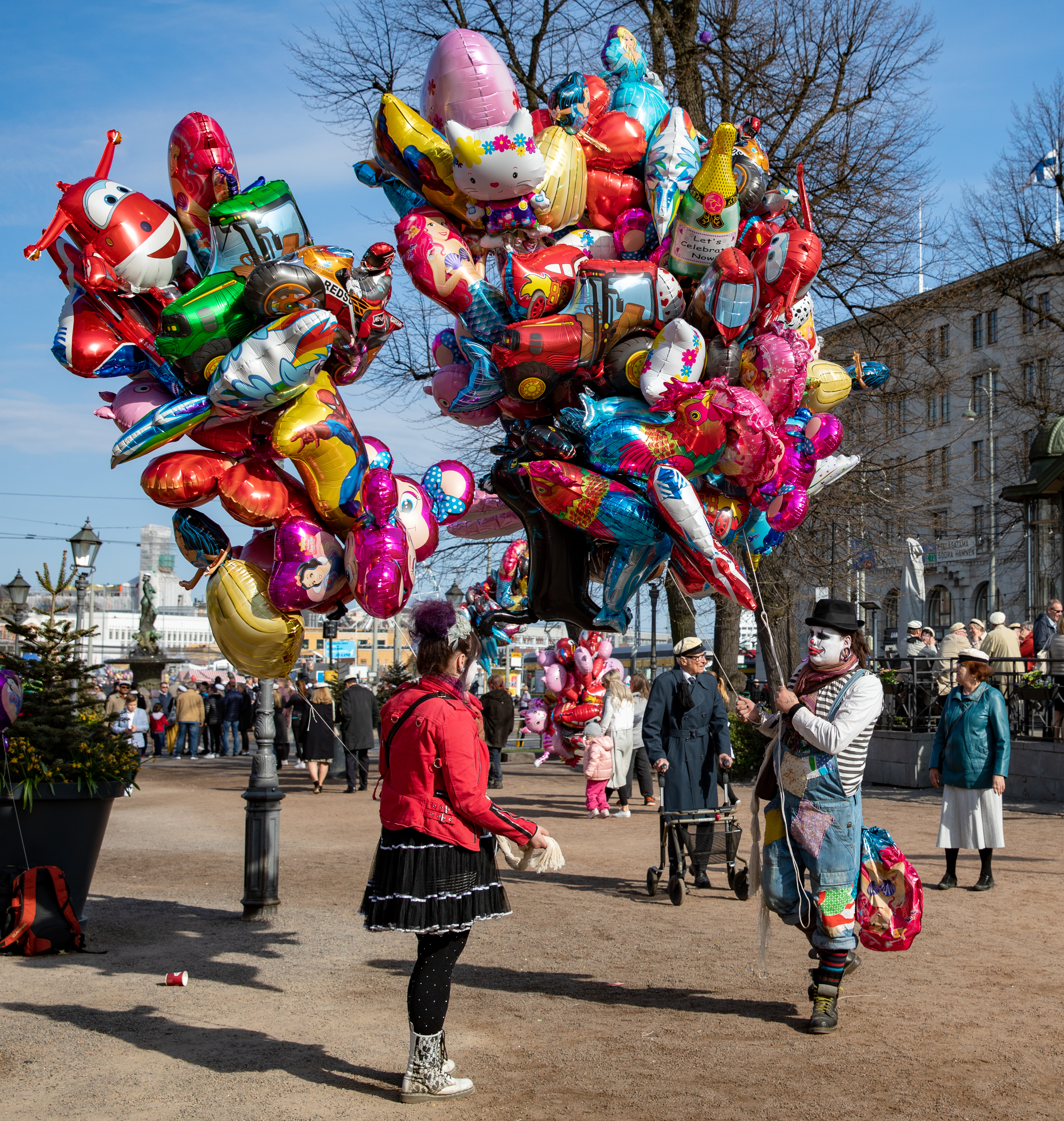
小丑在節日活動出售氣球

而在多年以前，人們還會通過放飛氣球來慶祝，但氣球行業已經不鼓勵這種做法，因為它會給環境和城市帶來污染問題。美國部分政府已經立法禁止釋放氣球，同時強制消費者和零售商使用氣球重塊，拴住充氦的箔（聚對苯二甲酸乙二醇酯薄膜）氣球，確保充氦氣球不會漂浮到半空中，因為這可能會對動物、環境和電線造成傷害。
市面上賣出充空氣、而不是充氦氣的氣球，已經變得越來越普遍，因為空氣氣球無法放飛到空中，或是耗盡地球上的氦氣供應。許多派對遊戲及學校相關活動，鼓勵使用空氣氣球而不是氦氣球，在適合年齡的情況下，可以讓孩童體驗吹氣球的樂趣。

#### 宣傳用途
氣球可以用於重大活動的宣傳，利用絲網印刷技术，並塗抹具有彈性的墨水，可將設計圖案印刷到氣球。2008年1月，紐約猶太社區關係委員會在聯合國總部外，組織4,200個紅色氣球的展示，抗議國際社會對卡桑旅向以色列開火的漠視。
冷戰開始的1950年代，西歐激進分子使用氣球作為宣傳目的，將氣球飄向東歐發行報紙和小冊子，韓國政治運動者也使用過相同方法，向朝鮮人民投放訊息。

#### 水氣球

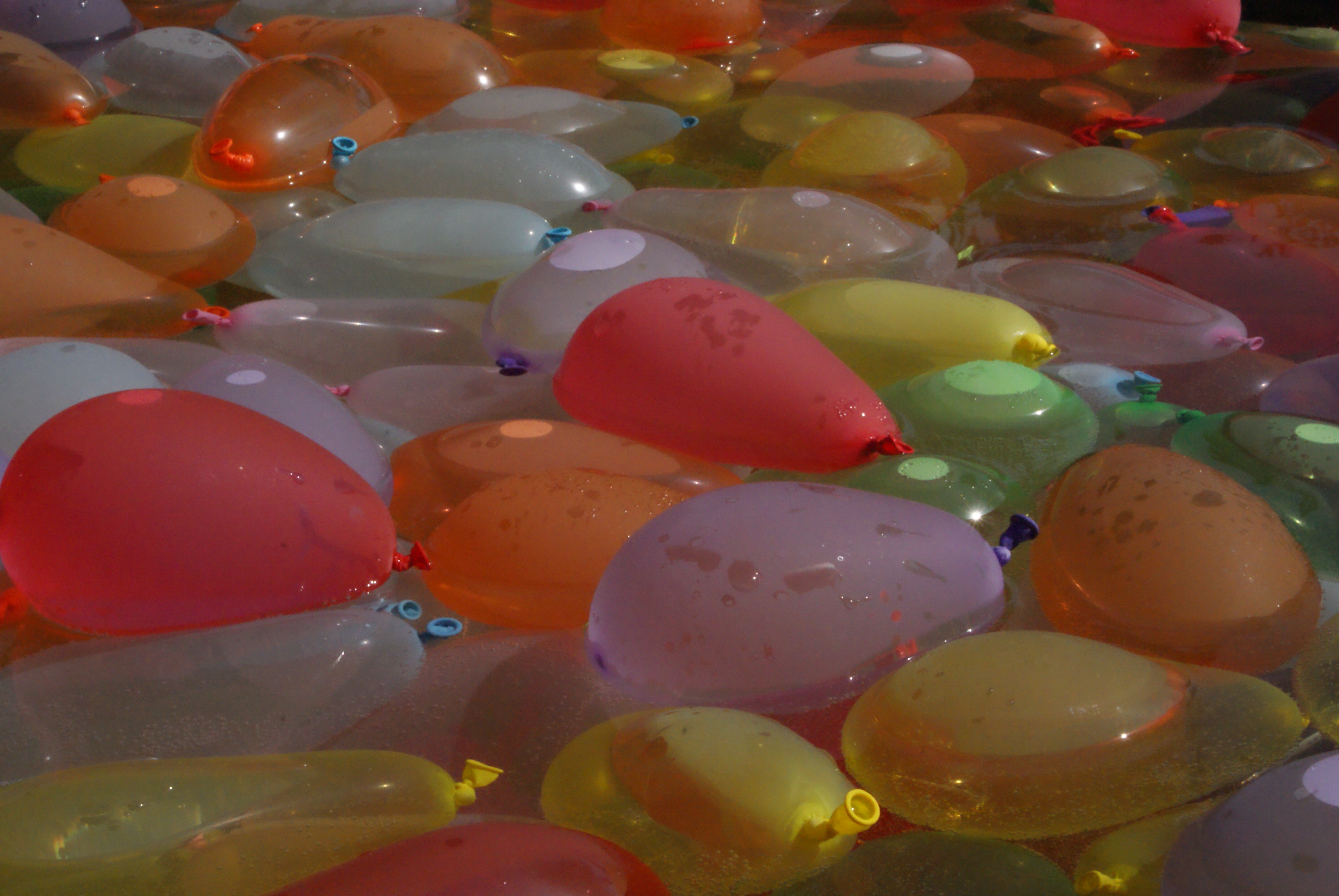
为了防止水气球破裂，它们被泡在水里

水氣球是一種很薄的小型橡膠氣球，裡面裝滿液體水而不是空氣，並且很容易破碎。它們通常被使用互相扔向對方，試圖弄濕對方作為一種遊戲、比賽或惡作劇，如果將水從水氣球的開口端擠壓噴出，可以將其用作臨時水槍。

#### 太陽能氣球
太陽能氣球是一種薄而大的氣球，裡面充滿被太陽加熱的空氣，降低其密度以獲得升力。太陽能氣球仍然主要使用於教學實驗，儘管有提議將它們用於火星探測的調查，並且一些太陽能氣球大到足以供人類飛行。

#### 氣球火箭
氣球火箭是一種簡單的科學教學實驗，故意將氣球的氣嘴釋放，形成所謂的氣球火箭。氣球火箭之所以起作用，是因為氣球的嘴張開時，氣球內的氣體被排出，並且由於牛頓第三運動定律的作用，氣球被向前推進，這與火箭的工作方式相同。

#### 爆破氣球
採用外力的手段將氣球弄破，是一種常見的遊戲方法，同時也可以是紓解壓力的目的，常見的有用肢體接觸、火燒、吹漲、尖鋭物件刺穿等方式弄爆氣球。在一些節慶活動，人們喜歡利用爆破氣球的音效，營造喜鬧的節日氣氛。在許多娛樂活動中，參加派對的人可以弄破氣球，取得氣球內包含的獎品。

### 航空器

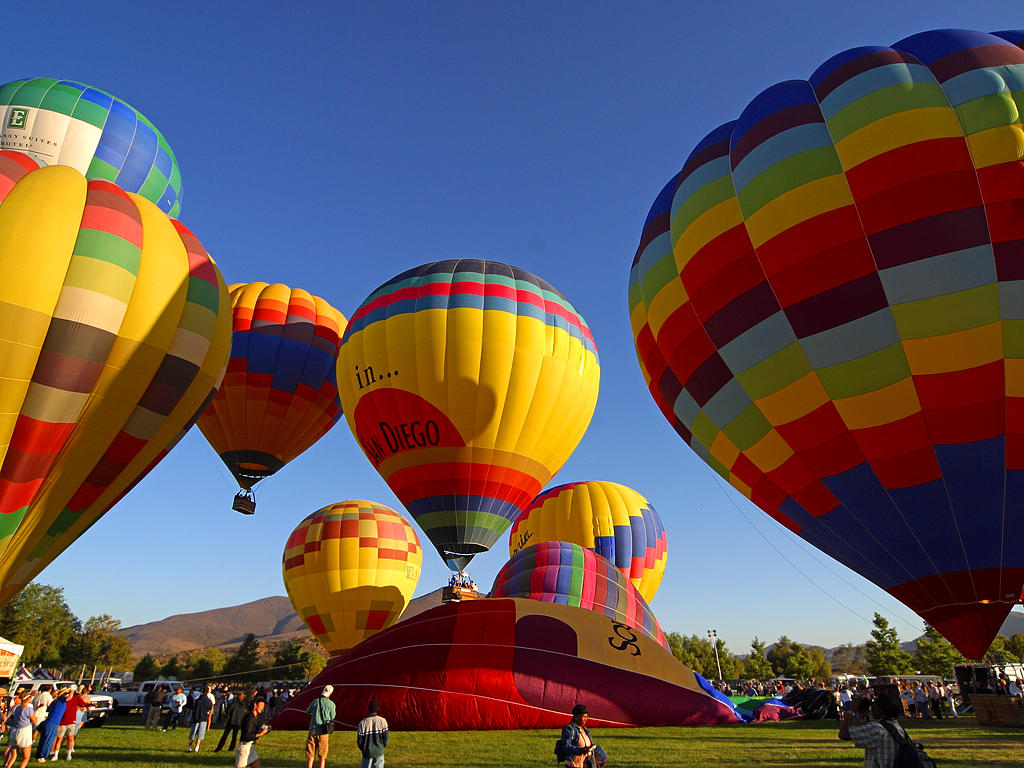
美國加利福尼亞州聖地牙哥熱氣球節

自18世紀以來，充滿熱空氣或漂浮氣體的氣球已被用作為飛行器，人類歷史最早的飛行就是使用熱氣球進行，使用火焰加熱的空氣或氫氣作為升力氣體。及其後來，煤氣和氦都被使用作為燃料，沒有動力的氣球會隨著風向飛行，利用發動機推動的氣球被稱為飛艇。
航空气球的類型包括熱氣球、燃氣氣球、系留及風箏氣球、組合氣球，可以使用於氣象、科研、軍事及運輸等用途。

### 醫療
血管再成形術是一種外科手術，將非常小的氣球插入心臟附近阻塞或部分阻塞的血管，一旦到位，球囊就會膨脹以清除或壓縮動脈斑塊，並拉伸血管壁，從而防止心肌梗塞。醫生可以在血管再成形術部位插入一個小支架，以在球囊取出後保持血管暢通。
球囊導管是在其尖端，具有氣球以防止其滑出的導管，例如，當導尿管插入膀胱時，球囊就會膨脹並固定其位置。
插入並隨後充滿空氣或液體的氣球，可以用於止血，通常使用在食道、胃或子宫等中空內臟器官，充气以减轻或阻止难治性出血。

## 安全與環境影響
金屬表面（若是氣球上具有亮面的即是）的氣球會對環境造成影響，因它們不會分解也不能像橡膠氣球被切碎。釋放這一種氣球到空中將對環境造成傷害。這種氣球也會導電，若與電線糾結，會導致停電。
被釋放的氣球有可能降落到任何地方，包括自然保護區，造成動物誤食或被纏住，使動物的生命面臨威脅。因釋放氣球的行為會對環境、野生動物造成潛在傷害，某些地區甚至立法禁止釋放空飄氣球。曾有一隻名為Inky的抹香鯨就因為誤食空飄氣球而動了六次手術，因此美國馬里蘭州立法禁止釋放空飄氣球時，就以Inky來命名這項法律。雖然至今，還沒有任何確切資料顯示海裡的哺乳類仅因误食金屬薄膜氣球而死亡。但在英國，遊樂園和動物園賣的金屬薄膜氣球下方都接有金屬塊以防止意外釋放。
塑膠研究專家Anthony Andrady說降落至海中的乳膠氣球會對海洋動物造成嚴重的誤食或糾結傷害，因為漂浮在海面上的氣球比空氣中的氣球腐蝕速度更慢。雖然氣球製造商常說：「乳膠氣球釋放出去無害，因為它是自然材質做的遲早會腐蝕。」但是，乳膠氣球腐蝕的時間可能需長達一年，假設氣球在腐蝕前落入海中，海洋動物就可能誤食，若因此造成消化系統阻塞，該生物就會因為無法進食慢慢瀕臨死亡。
英國的氣球行業非營利組織NABAS（全國氣球藝術家及供應商協會）發表了氣球使用方針，以推廣氣球安全。NABAS目前正參與ISO 14001以確保全英國氣球行業有統一的環境遵循標準並加強與氣球有關的環保觀念宣導。這項方案中，NABAS開始與TerraCycle討論把金屬薄膜氣球回收製作成其他產品。
虽然乳膠氣球吹起來顏色很好看，但這種乳膠氣球容易被指甲抓破。乳膠氣球破了以後球皮迅速還原，收縮力很大很快，一不小心彈到眼睛上或臉上容易造成伤害。气球的碎片也容易被婴儿误食而造成窒息和消化道堵塞。

### 出處
1. ↑  Swain, Heather. . Penguin Publishing Group. 2010: 15–. ISBN 978-1-101-18873-6. （原始内容存档于November 27, 2017）.
2. ↑  Jean Merlin, Kaufman and Greenberg, Great Balloons! The Complete Book of Balloon Sculpting, 1994.
3. ↑  . www.softschools.com.   [2021-08-29]. （原始内容存档于2021-04-19）.
4. ↑  "Metallic balloons spark controversy" 的存檔，存档日期July 21, 2012，.. Los Angeles Times. April 8, 2008. Retrieved April 15, 2010.
5. ↑  "New bill to ban certain balloons" 的存檔，存档日期June 28, 2011，.. ABC. April 8, 2008. Retrieved April 15, 2010.
6. ↑  Sela, Neta (January 24, 2008) 4,200 balloons released in NY to protest Qassam fire 的存檔，存档日期June 28, 2011，., Ynet News.
7. ↑  "Target Satellite Europe." 的存檔，存档日期November 27, 2017，. Popular Mechanics, April 1956, pp. 110–112.
8. ↑  Zimmerman Jones, Andrew. . How to Create a Rocket Balloon. About:Physics.   [April 29, 2007]. （原始内容存档于July 7, 2007）.
9. ↑  . 涪陵区融媒体中心. 2021-02-12  [2021-08-29]. （原始内容存档于2021-08-28） –上游新闻.
10. ↑  Berger, Alan. . . MedlinePlus. May 30, 2006  [April 28, 2007]. （原始内容存档于May 9, 2007）.
11. ↑  Bellis, Mary. . About: Inventors. About.   [April 28, 2007]. （原始内容存档于2012-07-09）.
12. ↑  Atineh Haroutunian 6/3/2008 (818) 548-3381. . Glendalewaterandpower.com.   [2009-09-15]. （原始内容存档于2008-09-19） （英语）.
13. ↑  . National Aquarium in Baltimore.   [2006-12-01]. （原始内容存档于2008-08-07） （英语）.
14. ↑  . Clean Virginia Waterways.   [2006-12-01]. （原始内容存档于2006-11-25） （英语）.
15. ↑  . The Balloon Council.   [2011-02-09]. （原始内容存档于2011-03-10） （英语）.
16. ↑  . Balloon Supply & Distribution Ltd.   [2011-02-09]. （原始内容存档于2011-09-04） （英语）.
17. ↑  Andrady, A.L. . . Hawaii: Hawaiian Islands Humpback Whale National Marine Sanctuary: 140. 2006-08-06 （英语）.
18. ↑  . NABAS (National Association of Balloon Artists and Suppliers).   [2011-02-09]. （原始内容存档于2011-06-18） （英语）.

### 書目
- 氣球科學，A. H. Stone & B. M. Stegel著，台北：幼獅，1975
- 氣球造型輕鬆學，張德鑫著，台北：紅蕃薯文化，2006　ISBN 986-82035-1-1

## 外部連結
- 中國熱氣球網
- MOSKA遙控空飄氣球 （页面存档备份，存于）